# Caity Lotz
Caity Marie Lotz (San Diego, California; 30 de diciembre de 1986) es una actriz, bailarina, cantante y modelo estadounidense. Es conocida por interpretar a Stephanie Horton en Mad Men, Kirsten Landry en Death Valley, Annie Barlow en The Pact y a Sara Lance / The Canary / White Canary en las series de The CW Arrow, DC's Legends of Tomorrow, The Flash y Supergirl. También es cofundadora de SheThority, una organización de empoderamiento de mujeres.

## Biografía
Caity Lotz nació en San Diego.

## Carrera

### Artes marciales
Es una artista marcial, con un poco de entrenamiento en Taekwondo, Wushu y Muay Thai. También practica el parkour y tricking.

### Baile y canto
Comenzó su carrera como bailarina en las giras de Lady Gaga y Avril Lavigne. Poco después participó en los vídeos musicales de Paparazzi y LoveGame de Gaga; One Love de David Guetta y Estelle; Tell Me Something I Don't Know de Selena Gomez; Mesmerized de Faith Evans; Freeze de T-Pain; Baby It's You de JoJo y Evacuate the Dancefloor de Cascada. También ha realizado campañas publicitarias para Reebok, Jack in the Box y T-Mobile y realizó escenas como doble de baile en la película Step Up 3D.
En 2005 se unió al grupo de chicas Soccx. En 2006, el grupo lanzó su primer sencillo: From Dusk Till Dawn (Get The Party Started), seguido por Scream Out Loud en 2007, los cuales alcanzaron el top 10 en Alemania. Su álbum debut, Hold On, también fue lanzado en 2007 y su tercer sencillo, Can’t Take My Eyes Off You fue lanzado en 2008.

### Modelo
Lotz ha modelado para las revistas Men's Health y Esquire, este último en colaboración con el sitio web Me In My Place.

### Actuación
Comenzó su carrera como actriz en 2006, con un pequeño papel en la película de porristas Bring It On: All or Nothing. A esto le siguió un papel en el tercer episodio de Law & Order: Los Angeles y un papel recurrente en la cuarta temporada del drama de la AMC, Mad Men como Stephanie, sobrina de Anna Draper. En 2011, interpretó el papel de la oficial Kirsten Landry, uno de los personajes principales en el falso documental de MTV, Death Valley, donde realizaba sus propias escenas de riesgo.
En 2012 aparece como Annie en la película The Pact, que fue estrenada en Sundance Film Festival en 2012. Para 2013 aparece en Live at the Foxes Den, Battle of the Year: The Dream Team. También obtuvo un papel recurrente en la segunda, tercera y cuarta temporada de la serie de The CW Arrow, donde interpreta a Sara Lance / Canary, reemplazando a Jacqueline MacInnes Wood, quien interpretó al personaje en el episodio piloto. 
En 2015, Lotz fue elegida para participar de la nueva serie de The CW, DC's Legends of Tomorrow, un spin-off de Arrow, donde interpreta a Sara Lance. En 2016, participó en el crossover Invasion! del Arrowverso, en donde estuvo invitada en The Flash y en Arrow.

## Filmografía

### Películas
| Año  | Título                      | Papel                     | Notas               |
| ---- | --------------------------- | ------------------------- | ------------------- |
| 2006 | Bring It On: All or Nothing | Porrista de Pacific Vista | Papel menor         |
| 2012 | The Pact                    | Annie Barlow              | Protagonista        |
| 2012 | Cold and Ugly               | Tanya Pavelovna           | Corto               |
| 2013 | The Machine                 | Ava / The Machine         | Protagonista        |
| 2013 | La batalla del año          | Stacy                     | Personaje Principal |
| 2013 | Out of the Blue             | Dominique                 | Corto               |
| 2013 | Live at the Foxes Den       | Susan Hudson              |                     |
| 2014 | The Pact 2                  | Annie Barlow              | Protagonista        |
| 2015 | Missed Call                 | Kirsten                   | Corto               |
| 2015 | 400 Days                    | Emily                     | Protagonista        |
| 2016 | Superhero Fight Club 2.0    | White Canary              | Corto               |
| 2017 | Small Town Crime            | Heidi                     |                     |
| 2018 | Year One                    | Tess                      | Corto               |

### Televisión
| Año       | Título                   | Rol                                    | Notas                                                                                   |
| --------- | ------------------------ | -------------------------------------- | --------------------------------------------------------------------------------------- |
| 2004–2005 | Dance 360                | Ella misma                             | Concursante                                                                             |
| 2010      | Law & Order: Los Angeles | Amy Reynolds                           | "Harbor City" (Temporada 1; episodio 3)                                                 |
| 2010–2015 | Mad Men                  | Stephanie Horton                       | 5 episodios                                                                             |
| 2011      | Death Valley             | Kirsten Landry                         | 11 episodios                                                                            |
| 2012      | NTSF:SD:SUV              | Mary                                   | "Lights, Camera, Assassination" (Temporada 2; episodio 4)                               |
| 2013–2020 | Arrow                    | Sara Lance / The Canary / White Canary | Recurrente (Temporada 2-4; 30 episodios) Invitada Especial (Temporada 5-8; 7 episodios) |
| 2014      | Stalker                  | Melissa Barnes                         | "Love Is a Battlefield" (Temporada 1; episodio 6)                                       |
| 2016      | Robot Chicken            | Rol de voz                             | "Fridge Smell" (Temporada 8; episodio 11)                                               |
| 2016–2022 | DC's Legends of Tomorrow | Sara Lance / White Canary              | Elenco principal                                                                        |
| 2016–2019 | The Flash                | Sara Lance / White Canary              | 3 episodios                                                                             |
| 2017–2019 | Supergirl                | Sara Lance / White Canary              | 2 episodios                                                                             |
| 2019      | Batwoman                 | Sara Lance / White Canary              | "Crisis on Infinite Earths, Part Two" (Temporada 1; episodio 9)                         |

### Directora
| Año       | Título                   | Notas |
| --------- | ------------------------ | --- |
| 2019      | Twin Turbo               | Corto, directora, escritora y productora |
| 2020-2021 | DC's Legends of Tomorrow | "Mortal Khanbat" (Temporada 5, episodio 6) "The satanist's Apprentice" (Temporada 6, episodio 5) "wvrdr_error_100 not found" (Temporada 7, episodio 3) |
| 2022      | The Flash                | Episodio #8.16 |